# Martin Dejdar
 Martin Dejdar (ur. 11 marca 1965 w Vysokém Mýcie) – czeski aktor, prezenter telewizyjny i producent filmowy.

## Życiorys
W 1987 roku ukończył studia na Wydziale Teatralnym Akademii Sztuk Scenicznych w Pradze. Laureat Czeskiego Lwa dla najlepszego aktora w filmie Nauczyciel tańca.

## Wybrana filmografia
- 1992: Ośmiornica 6 (La piovra, 6 odc.)
- 1993: Bigbeatowe lato (Šakalí léta) jako Bejby
- 1994: Nauczyciel tańca (Učitel tance) jako Richard Majer
- 1994: Ameryka (Amerika) jako Karel Rossman
- 1999: Rezydencja (The Manor) jako inspektor Tomas Hatcher
- 2003: Dzieci Diuny (Children of Dune, 3 odc.) jako fremeński kapitan
- 2010: Deszczowa wróżka (Dešťová víla) jako Ogień